# St. Mariä Heimsuchung (Rhöndorf)

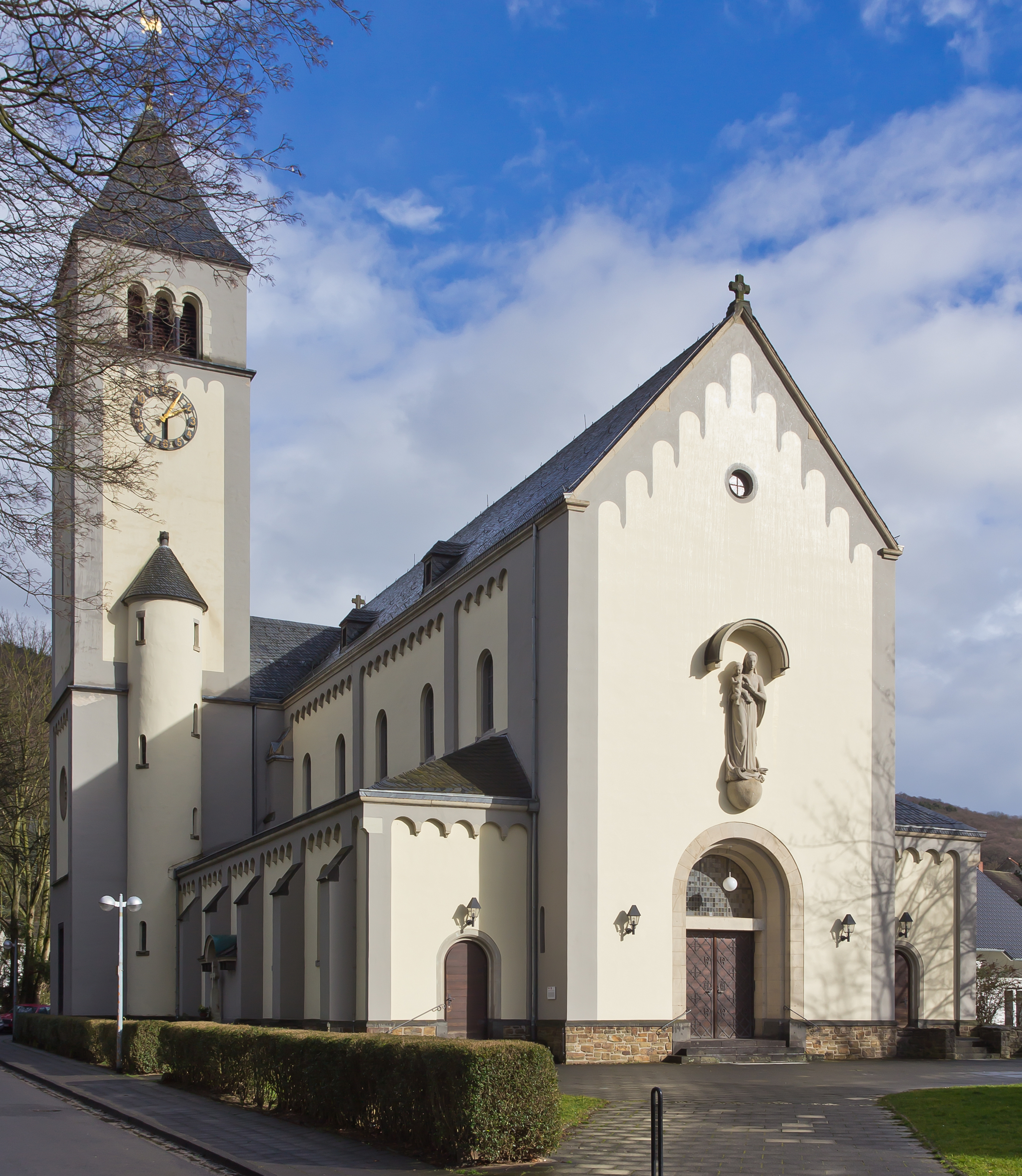
Kirche St. Mariä Heimsuchung in Rhöndorf

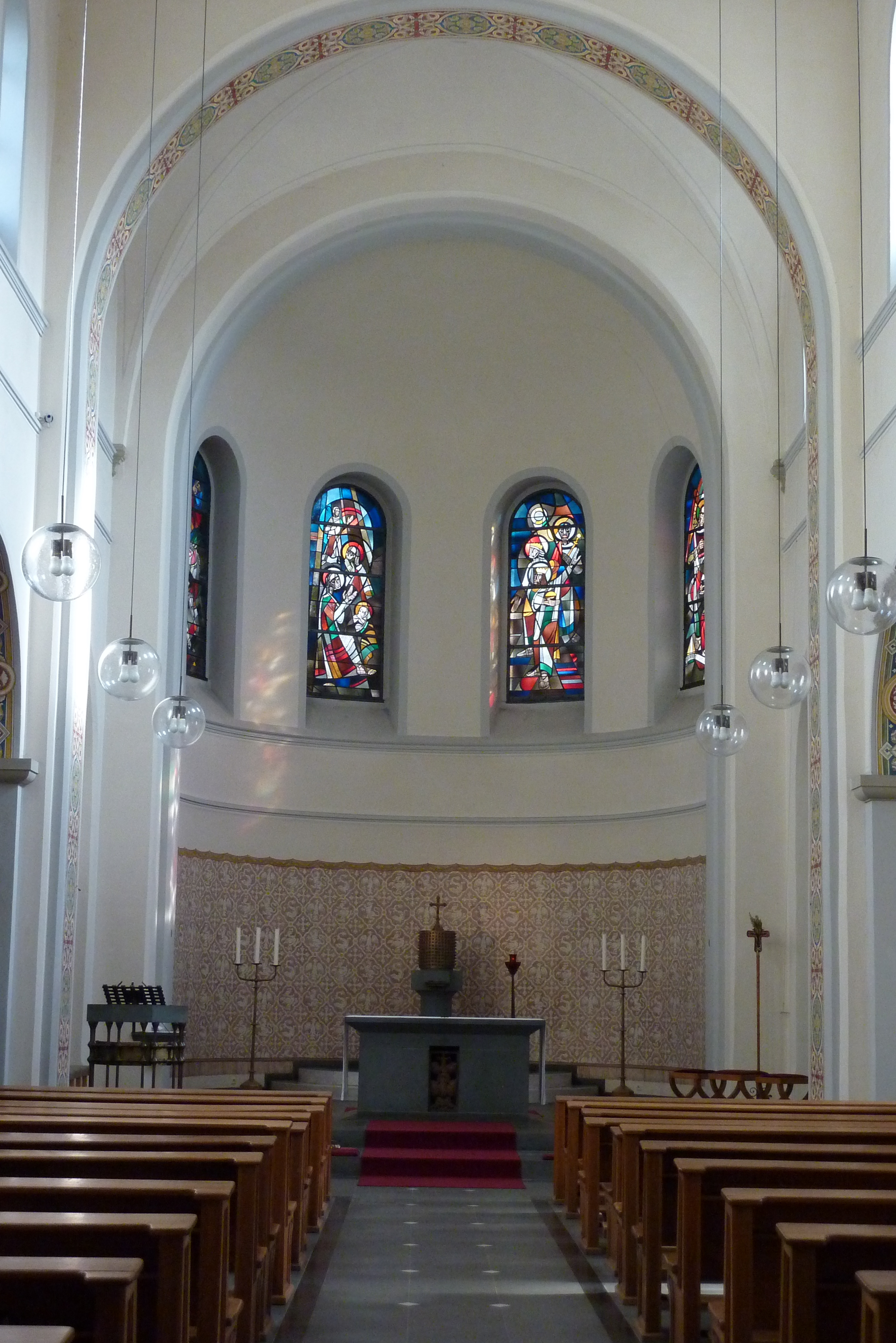
Chor der Kirche

Die römisch-katholische Pfarrkirche St. Mariä Heimsuchung in Rhöndorf, einem Stadtteil von Bad Honnef im Rhein-Sieg-Kreis (Nordrhein-Westfalen), wurde von 1903 bis 1905 errichtet. Die Kirche im neuromanischen Stil befindet sich am Frankenweg 125 gegenüber dem Park des Hauses im Turm (Villa Merkens). Sie gehört heute zum katholischen Kirchengemeindeverband Bad Honnef im Sendungsbereich Bad Honnef/Unkel im Erzbistum Köln.

## Geschichte
Da die Einwohnerzahl wuchs, entstand unter den Rhöndorfer Katholiken im 19. Jahrhundert der Wunsch nach einer selbständigen Pfarrei. Die Marienkapelle des Ortes war für diese Zwecke auf Dauer ungeeignet und zu klein. Ab 1896 bestand in Rhöndorf ein Kirchenbauverein. Nachdem der Kirchenbau beschlossen war, wurde die neue Pfarrgemeinde Rhöndorf von der Muttergemeinde Honnef abgetrennt und bekam 1901 einen eigenen Pfarrer. 1902 erkannte auch die Gemeindeverwaltung das Ansinnen zum Bau einer Kirche als berechtigt an. Der Bau wurde durch die Stiftung der im Haus am Turm wohnhaften Familie Merkens, die neben einem maßgeblichen Geldbetrag von 5000 Mark das 30 Ar umfassende Gelände zur Verfügung stellte, ermöglicht. Sie erhielt eine Familiengruft unter der Pfarrkirche.
Mit großer Eigenbeteiligung der Bevölkerung wurde 1903 mit dem Neubau der Kirche nach Plänen des  Kölner Diözesanbaurates Franz Statz, der ebenfalls in Honnef am Frankenweg wohnte, begonnen; der erste Spatenstich fand am 28. März 1903 und die feierliche Grundsteinlegung am 23. August 1903 statt. Am 5.  Oktober 1905 wurde sie benediziert; die feierliche Kirchweihe auf das Patrozinium „Mariä Heimsuchung“ durch Weihbischof Joseph Müller folgte am 17. Juni 1908. Der Turm wurde erst 1928 vollendet. Am 10./11. März 1945 wurde die Kirche durch Bomben zerstört. Die Wiederherstellung, verbunden mit einer Erweiterung, erfolgte bis 1949 unter Beteiligung des Architekten Paul Krücken – am 21. August 1949 konnte die zuvor in die Kapelle des Mütterkurheims ausgewichene Gemeinde wieder in die Pfarrkirche einziehen. 1953 wurde über dem Portal eine Madonnenstatue aus Muschelkalk des Honnefer Bildhauers Peter Terkatz angebracht. In den Jahren 1962 bis 1965 wurden der Altarraum und die Fassade neu gestaltet.
Bei der Innenrenovierung im Herbst 1991 wurden vor allem der Altarraum neu gestaltet und die Bögen der Kirche farbig verändert sowie Decke und Wände des Mittelschiffes und der Seitenschiffe durch Stuckprofile gegliedert. Das Kirchengebäude steht nicht unter Denkmalschutz, jedoch ein auf das Jahr 1608 datiertes Wegekreuz (Steinkreuz), das an der Straßenseite der Kirche aufgestellt ist sowie eine Grabplatte (s. u.).

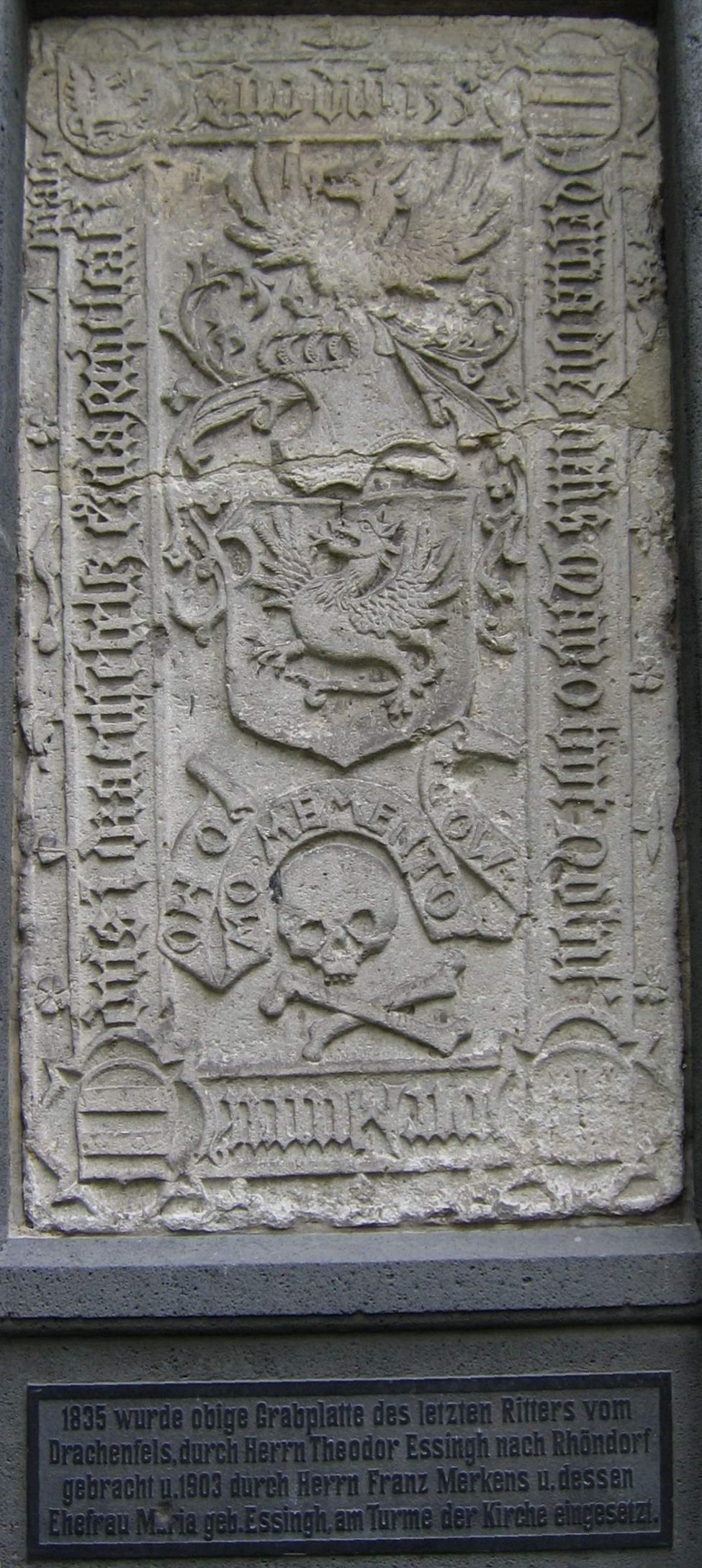
Grabplatte von Heinrich von Drachenfels

An der Nordseite des Kirchturms befindet sich, in die Außenwand eingelassen, die Grabplatte von Heinrich von Drachenfels († 1530), des letzten Burggrafen von Drachenfels. Die Platte stammt ursprünglich aus dem Kloster Heisterbach, wo Heinrich neben seinem Bruder Johann begraben wurde, kam nach dem Abbruch der Abteikirche in den Besitz von Theodor Essingh aus Rhöndorf und war dort ab 1836 an der Marienkapelle angebracht. In den vier Ecken befinden sich die Ahnenwappen von Drachenfels, von Pallandt, von Wevelinghoven und von Schwalmen (Swalmen). Die Grabplatte wurde 2020 ebenfalls in die Denkmalliste der Stadt aufgenommen.

## Chorfenster
Die Bleiglasfenster im Chor wurden 1956 nach Entwürfen des Künstlers Eduard Horst von der Glasmalerei Oidtmann in Linnich geschaffen. Sie stellen die Flucht nach Ägypten, die Geburt Jesu, die Hl. Drei Könige und den hl. Konrad (Bischof von Konstanz) dar.

## Orgel
Das Instrument in St. Mariä Heimsuchung trägt das Opus 1404 der Firma Klais; es wurde 1968 eingebaut. Die Orgel besitzt 1160 Pfeifen bei 16 Registern, verteilt auf zwei Manuale und Pedal.
| I Hauptwerk C–g3 |                 |    |
| 1.               | Principal       | 8′ |
| 2.               | Gemsflöte       | 8′ |
| 3.               | Octave          | 4′ |
| 4.               | Hohlpfeife      | 2′ |
| 5.               | Cornett I - III |    |
| 6.               | Mixtur IV       | 2′ |
|                  | Tremulant       |    |

| II Brustwerk C–g3 |             |       |
| 7.                | Holzgedackt | 8′    |
| 8.                | Rohrflöte   | 4′    |
| 9.                | Principal   | 2′    |
| 10.               | Larigot     | 1 ⁄3′ |
| 11.               | Cimbel III  | 2⁄3′  |
| 12.               | Schalmei    | 8′    |
|                   | Tremulant   |       |

| Pedal C–f1 |            |     |
| 13.        | Subbass    | 16′ |
| 14.        | Offenbass  | 8′  |
| 15.        | Piffaro II | 4′  |
| 16.        | Dulcian    | 16′ |

- Koppeln: II/I, I/P, II/P
- Spielhilfen: 2 freie Kombinationen, Handregister, Tutti, Zungenabsteller, Auslöser

## Glocken
Die vier Stahlglocken der Kirche wurden 1956 vom Bochumer Verein für Gusstahlfabrikation in Versuchsrippe (V7) gegossen.
| Glocke 0 | Name 0   | Durchmesser 0 | Masse 0 | Schlagton (HT-1/16) | Inschrift* 0                                    |
| -------- | -------- | ------------- | ------- | ------------------- | ----------------------------------------------- |
| 1        | Maria    | 1690 mm       | 1800 kg | c1 +0               | M A R I A + D. D. H. HEINEN BROEL +             |
| 2        | Petrus   | 1425 mm       | 1092 kg | es1 +1              | P E T R U S + D. D. P. PROFITTLICH S. S. HUB. + |
| 3        | Matthias | 1260 mm       | 0765 kg | f1 +2               | M A T T H I A S + D. D. DR. M. SCHELLENBERGER + |
| 4        | Joseph   | 1110 mm       | 0520 kg | g1 +3               | J O S E P H U S + D. D. DR. C. MENSER CONJ. +   |

* Alle Glocken tragen zusätzlich folgende Inschrift: + NOVAM DR. ADENAUER CANCELLARIO BOCHUMER VEREIN + 5. 1. 1956

## Trivia
In der Kirche erinnert ein Platzschild an Konrad Adenauer, der Mitglied der Gemeinde war und regelmäßig am Gottesdienst teilnahme. In einem Seitenschiff findet sich eine Fenstergravur, auf der Adenauer mit Federschmuck der Sioux-Indianer dargestellt ist, was an seine Amerikareise von 1956 erinnern soll.

## Pfarrer der Gemeinde
- 1901–? : Johann Peter Profittlich
- bis 1930: Matthias Schnitzler
- 1931–1952: Albert von Contzen
- 1952–1975: Heinrich Lemmen
- 1975–1981: Peter Jansen
- 1981–1989: Franz Padberg
- 1989–2007: Franz Lurz
- 2007–2018: Bruno Wachten
- seit 2018: Michael Ottersbach